# Ruslan Malinovs'kyj
Ruslan Volodymyrovyč Malinovs'kyj (in ucraino Руслан Володимирович Маліновський?, traslitterazione anglosassone: Ruslan Volodymyrovych Malinovskyi; Žytomyr, 4 maggio 1993) è un calciatore ucraino, centrocampista o attaccante del Genoa e della nazionale ucraina.

## Caratteristiche tecniche
Centrocampista offensivo, può essere impiegato come mezzala, trequartista o ala. Abile nel velocizzare il gioco, è dotato di ottima tecnica individuale, grinta e forza fisica. La sua specialità principale è il tiro dalla distanza di sinistro, che lo rende efficace nei calci piazzati, specialmente per la potenza con cui calcia in porta.

## Carriera

### Club

#### Šachtar e i prestiti
Entrato nel settore giovanile dello Šachtar a 13 anni, nel 2011 approda in prima squadra senza totalizzare presenze.
Nella stagione 2012-2013 è ceduto in prestito al Sevastopol'. Nella seconda divisione ucraina disputa 16 incontri, realizzando 1 gol. Il Sevastopol è promosso in Prem"jer-liha e il prestito è rinnovato, ma la squadra è sciolta a causa della guerra del Donbass.
Nel gennaio del 2014 passa in prestito allo Zorja. Il 6 aprile 2014 segna il primo gol in Prem"jer-liha nel 3-0 al Mariupol'. Chiude il campionato con 3 reti segnate in 8 presenze. Nella stagione successiva realizza una doppietta nei preliminari di Europa League contro il Feyenoord. È nominato miglior giovane del campionato ucraino.

#### Genk
Il 1º gennaio 2016 si trasferisce in prestito al Genk. Esordisce nella Pro League belga il 15 gennaio, giocando titolare nella vittoria 2-1 sullo Zulte Waregem. Raccoglie complessivamente 15 presenze. Al termine della stagione lo Šachtar rinnova il prestito al Genk per un'ulteriore stagione. Rimane fuori a lungo per la rottura del legamento crociato. Il 10 febbraio 2017 segna il primo gol con la maglia del Genk nel successo esterno sul Sint-Truiden (0-3).
Il Genk esercita il diritto di riscatto, versando 2 milioni allo Šachtar. Nella stagione 2017-2018 raggiunge per il secondo anno consecutivo quota 5 reti in campionato. Nel 2018-2019 è tra i protagonisti della cavalcata che conduce il Genk alla vittoria del campionato, stabilendo il record personale di 13 gol.

#### Atalanta
Il 16 luglio 2019 è annunciato il suo passaggio all'Atalanta, con cui firma un contratto triennale; il costo complessivo dell’operazione è di 13,7 milioni di euro più bonus ed una percentuale sulla futura rivendita. Il 25 agosto debutta in Serie A (ed in generale con l'Atalanta) nella partita in casa della SPAL subentrando a Remo Freuler. Il 22 ottobre mette a segno su calcio di rigore la sua prima rete in maglia nerazzurra, nonché la sua prima rete assoluta in Champions League, nel match di Champions League perso per 5-1 dai bergamaschi contro il Manchester City. Il successivo 7 dicembre, contro il Verona, realizza invece la sua prima rete in Serie A. Durante la stagione si rivela una pedina importante per la squadra (in particolare nel girone di ritorno), seppur senza essere titolare fisso, con 8 gol in campionato.
Nella seconda stagione lui parte in sordina per poi aumentare di rendimento nel girone di ritorno. Il 18 aprile 2021 è autore del gol che permette all'Atalanta di battere in una partita di campionato, dopo 20 anni, la Juventus. In campionato ha fornito ben 11 assist, risultando essere il giocatore più prolifico per quanto concerne la seguente statistica.. Dell'ucraino anche la rete del momentaneo pareggio dell'Atalanta nella finale di Coppa Italia persa 2-1 contro la Juventus.
Nella stagione 2021-2022, Malinovskyi realizza ancora 10 reti, di cui due nella sfida di Europa League sul campo dell'Olympiakos, ma il suo rendimento è a calare e nella fase finale della stagione viene utilizzato meno.

#### Olympique Marsiglia e Genoa
Dopo aver visto il suo spazio a Bergamo diminuire ulteriormente lungo la prima parte della stagione 2022-2023, il 9 gennaio 2023 Malinovskyi lascia l'Atalanta dopo tre anni e mezzo, passando in prestito con diritto di riscatto all'Olympique Marsiglia, con obbligo di riscatto fissato a circa 10 milioni di euro più bonus in caso di raggiungimento della salvezza da parte del club francese. Nei sei mesi trascorsi in Francia, l'ucraino colleziona un totale di 23 presenze e due reti fra campionato e coppa nazionale, venendo riscattato dal Marsiglia al termine della stagione.
Il 19 agosto 2023, Malinovskyi fa ritorno in Italia, trasferendosi al Genoa, neopromosso in Serie A, con la formula del prestito oneroso con diritto di riscatto, fissato a 10 milioni di euro. Esordisce con i rossoblu il 27 agosto nella partita in casa della Lazio, vinta per 1-0, in cui parte titolare. Il 26 novembre segna la sua prima rete in rossoblu,nella sconfitta per 2-1 in casa del Frosinone. Il 31 gennaio 2024 viene riscattato in anticipo dal club rossoblù per circa 7 milioni di euro anziché 10. Il 21 settembre dello stesso anno si procura una frattura del perone e una lussazione della caviglia che lo costringono a stare lontano dai campi fino al 7 marzo 2025 quando ritorna a giocare nel corso di Cagliari-Genoa 1-1.

### Nazionale
Ha giocato nelle selezioni giovanili ucraine con l'Under-19 ed Under-21.
Debutta con la nazionale maggiore il 31 marzo 2015, sotto la gestione Fomenko, nell'amichevole pareggiata per 1-1 a Leopoli contro la Lettonia, rilevando all'85º minuto Roman Bezus. Il 10 ottobre 2018 segna la sua prima rete in nazionale nella sfida amichevole pareggiata per 1-1 a Genova contro l'Italia. Va a segno anche nell'incontro successivo, decidendo la sfida di Nations League vinta sulla Repubblica Ceca.
Nel 2021 viene convocato per gli europei, manifestazione durante la quale scende in campo in quattro occasioni.

## Statistiche

### Presenze e reti nei club
Statistiche aggiornate al 15 agosto 2025.
| Stagione          | Squadra             | Campionato        | Campionato | Campionato | Coppe nazionali | Coppe nazionali | Coppe nazionali | Coppe continentali | Coppe continentali | Coppe continentali | Altre coppe | Altre coppe | Altre coppe | Totale | Totale |
| Stagione          | Squadra             | Comp              | Pres       | Reti       | Comp            | Pres            | Reti            | Comp               | Pres               | Reti               | Comp        | Pres        | Reti        | Pres   | Reti   |
| ----------------- | ------------------- | ----------------- | ---------- | ---------- | --------------- | --------------- | --------------- | ------------------ | ------------------ | ------------------ | ----------- | ----------- | ----------- | ------ | ------ |
| 2012-2013         | Sevastopol'         | 1L                | 14         | 1          | CU              | 2               | 0               | -                  | -                  | -                  | -           | -           | -           | 18     | 1      |
| lug-dic. 2013     | Sevastopol'         | PL                | 0          | 0          | CU              | 1               | 0               | -                  | -                  | -                  | -           | -           | -           | 1      | 0      |
| Totale Sevastopol | Totale Sevastopol   | Totale Sevastopol | 16         | 1          |                 | 3               | 0               |                    | -                  | -                  |             | -           | -           | 19     | 1      |
| gen.-giu. 2014    | Zorja               | PL                | 8          | 3          | CU              | 0               | 0               | -                  | -                  | -                  | -           | -           | -           | 8      | 3      |
| 2014-2015         | Zorja               | PL                | 23         | 1          | CU              | 4               | 0               | UEL                | 2+2                | 0+2                | -           | -           | -           | 32     | 3      |
| lug-dic. 2015     | Zorja               | PL                | 13         | 3          | CU              | 3               | 0               | UEL                | 4+0                | 4+0                | -           | -           | -           | 20     | 7      |
| Totale Zorja      | Totale Zorja        | Totale Zorja      | 44         | 7          |                 | 8               | 0               |                    | 8                  | 6                  |             | -           | -           | 60     | 13     |
| gen.-giu. 2016    | Genk                | PL                | 8+5        | 0          | CB              | 2               | 0               | -                  | -                  | -                  | -           | -           | -           | 15     | 0      |
| 2016-2017         | Genk                | PL                | 10+10      | 2+3        | CB              | 2               | 1               | UEL                | 5                  | 1                  | -           | -           | -           | 27     | 7      |
| 2017-2018         | Genk                | PL                | 27+10      | 5+0        | CB              | 5               | 2               | -                  | -                  | -                  | -           | -           | -           | 42     | 7      |
| 2018-2019         | Genk                | PL                | 28+9       | 9+4        | CB              | 1               | 0               | UEL                | 5+8                | 3+0                | -           | -           | -           | 51     | 16     |
| Totale Genk       | Totale Genk         | Totale Genk       | 73+34      | 16+7       |                 | 10              | 3               |                    | 18                 | 4                  |             | -           | -           | 135    | 30     |
| 2019-2020         | Atalanta            | A                 | 34         | 8          | CI              | 1               | 0               | UCL                | 9                  | 1                  | -           | -           | -           | 44     | 9      |
| 2020-2021         | Atalanta            | A                 | 36         | 8          | CI              | 3               | 2               | UCL                | 4                  | 0                  | -           | -           | -           | 43     | 10     |
| 2021-2022         | Atalanta            | A                 | 30         | 6          | CI              | 1               | 0               | UCL+UEL            | 5+5                | 1+3                | -           | -           | -           | 41     | 10     |
| 2022-gen. 2023    | Atalanta            | A                 | 15         | 1          | CI              | 0               | 0               | -                  | -                  | -                  | -           | -           | -           | 15     | 1      |
| Totale Atalanta   | Totale Atalanta     | Totale Atalanta   | 115        | 23         |                 | 5               | 2               |                    | 23                 | 5                  |             | -           | -           | 143    | 30     |
| gen.-giu. 2023    | Olympique Marsiglia | L1                | 20         | 1          | CF              | 3               | 1               | UCL                | -                  | -                  | -           | -           | -           | 23     | 2      |
| 2023-2024         | Genoa               | A                 | 28         | 4          | CI              | 2               | 0               | -                  | -                  | -                  | -           | -           | -           | 30     | 4      |
| 2024-2025         | Genoa               | A                 | 9          | 0          | CI              | 1               | 0               | -                  | -                  | -                  | -           | -           | -           | 10     | 0      |
| 2025-2026         | Genoa               | A                 | 0          | 0          | CI              | 1               | 0               | -                  | -                  | -                  | -           | -           | -           | 1      | 0      |
| Totale Genoa      | Totale Genoa        | Totale Genoa      | 37         | 4          |                 | 4               | 0               |                    | -                  | -                  | -           | -           | -           | 41     | 4      |
| Totale carriera   | Totale carriera     | Totale carriera   | 339        | 59         |                 | 33              | 6               |                    | 49                 | 15                 |             | -           | -           | 421    | 80     |

### Cronologia presenze e reti in nazionale
| Cronologia completa delle presenze e delle reti in nazionale ― Ucraina | Cronologia completa delle presenze e delle reti in nazionale ― Ucraina | Cronologia completa delle presenze e delle reti in nazionale ― Ucraina | Cronologia completa delle presenze e delle reti in nazionale ― Ucraina | Cronologia completa delle presenze e delle reti in nazionale ― Ucraina | Cronologia completa delle presenze e delle reti in nazionale ― Ucraina | Cronologia completa delle presenze e delle reti in nazionale ― Ucraina | Cronologia completa delle presenze e delle reti in nazionale ― Ucraina |
| Data                                                                   | Città                                                                  | In casa                                                                | Risultato                                                              | Ospiti                                                                 | Competizione                                                           | Reti                                                                   | Note                                                                   |
| ---------------------------------------------------------------------- | ---------------------------------------------------------------------- | ---------------------------------------------------------------------- | ---------------------------------------------------------------------- | ---------------------------------------------------------------------- | ---------------------------------------------------------------------- | ---------------------------------------------------------------------- | ---------------------------------------------------------------------- |
| 31-3-2015                                                              | Leopoli                                                                | Ucraina                                                                | 1 – 1                                                                  | Lettonia                                                               | Amichevole                                                             | -                                                                      | 85’                                                                    |
| 9-10-2015                                                              | Skopje                                                                 | Macedonia                                                              | 0 – 2                                                                  | Ucraina                                                                | Qual. Euro 2016                                                        | -                                                                      | 90’                                                                    |
| 14-11-2015                                                             | Leopoli                                                                | Ucraina                                                                | 2 – 0                                                                  | Slovenia                                                               | Qual. Euro 2016                                                        | -                                                                      | 80’                                                                    |
| 6-6-2017                                                               | Graz                                                                   | Ucraina                                                                | 0 – 1                                                                  | Malta                                                                  | Amichevole                                                             | -                                                                      | 46’                                                                    |
| 11-6-2017                                                              | Tampere                                                                | Finlandia                                                              | 1 – 2                                                                  | Ucraina                                                                | Qual. Mondiali 2018                                                    | -                                                                      |                                                                        |
| 2-9-2017                                                               | Charkiv                                                                | Ucraina                                                                | 2 – 0                                                                  | Turchia                                                                | Qual. Mondiali 2018                                                    | -                                                                      | 79’                                                                    |
| 5-9-2017                                                               | Reykjavík                                                              | Islanda                                                                | 2 – 0                                                                  | Ucraina                                                                | Qual. Mondiali 2018                                                    | -                                                                      | 71’                                                                    |
| 10-11-2017                                                             | Leopoli                                                                | Ucraina                                                                | 2 – 1                                                                  | Slovacchia                                                             | Amichevole                                                             | -                                                                      | 81’                                                                    |
| 23-3-2018                                                              | Kiev                                                                   | Ucraina                                                                | 1 – 1                                                                  | Arabia Saudita                                                         | Amichevole                                                             | -                                                                      | 65’                                                                    |
| 27-3-2018                                                              | Liegi                                                                  | Ucraina                                                                | 2 – 1                                                                  | Giappone                                                               | Amichevole                                                             | -                                                                      | 61’                                                                    |
| 31-5-2018                                                              | Kiev                                                                   | Ucraina                                                                | 0 – 0                                                                  | Marocco                                                                | Amichevole                                                             | -                                                                      | 64’                                                                    |
| 3-6-2018                                                               | Scutari                                                                | Albania                                                                | 1 – 4                                                                  | Ucraina                                                                | Amichevole                                                             | -                                                                      | 71’                                                                    |
| 6-9-2018                                                               | Brno                                                                   | Rep. Ceca                                                              | 1 – 2                                                                  | Ucraina                                                                | UEFA Nations League 2018-2019 - 1º turno                               | -                                                                      |                                                                        |
| 9-9-2018                                                               | Leopoli                                                                | Ucraina                                                                | 1 – 0                                                                  | Slovacchia                                                             | UEFA Nations League 2018-2019 - 1º turno                               | -                                                                      | 71’                                                                    |
| 10-10-2018                                                             | Genova                                                                 | Italia                                                                 | 1 – 1                                                                  | Ucraina                                                                | Amichevole                                                             | 1                                                                      |                                                                        |
| 16-10-2018                                                             | Kiev                                                                   | Ucraina                                                                | 1 – 0                                                                  | Rep. Ceca                                                              | UEFA Nations League 2018-2019 - 1º turno                               | 1                                                                      | 86’                                                                    |
| 16-11-2018                                                             | Trnava                                                                 | Slovacchia                                                             | 4 – 1                                                                  | Ucraina                                                                | UEFA Nations League 2018-2019 - 1º turno                               | -                                                                      | 71’                                                                    |
| 20-11-2018                                                             | Adalia                                                                 | Turchia                                                                | 0 – 0                                                                  | Ucraina                                                                | Amichevole                                                             | -                                                                      | 46’                                                                    |
| 22-3-2019                                                              | Lisbona                                                                | Portogallo                                                             | 0 – 0                                                                  | Ucraina                                                                | Qual. Euro 2020                                                        | -                                                                      |                                                                        |
| 25-3-2019                                                              | Lussemburgo                                                            | Lussemburgo                                                            | 1 – 2                                                                  | Ucraina                                                                | Qual. Euro 2020                                                        | -                                                                      |                                                                        |
| 7-6-2019                                                               | Leopoli                                                                | Ucraina                                                                | 5 – 0                                                                  | Serbia                                                                 | Qual. Euro 2020                                                        | -                                                                      |                                                                        |
| 10-6-2019                                                              | Leopoli                                                                | Ucraina                                                                | 1 – 0                                                                  | Lussemburgo                                                            | Qual. Euro 2020                                                        | -                                                                      |                                                                        |
| 7-9-2019                                                               | Vilnius                                                                | Lituania                                                               | 0 – 3                                                                  | Ucraina                                                                | Qual. Euro 2020                                                        | 1                                                                      | 80’                                                                    |
| 10-9-2019                                                              | Dnipro                                                                 | Ucraina                                                                | 2 – 2                                                                  | Nigeria                                                                | Amichevole                                                             | -                                                                      | 73’                                                                    |
| 11-10-2019                                                             | Charkiv                                                                | Ucraina                                                                | 2 – 0                                                                  | Lituania                                                               | Qual. Euro 2020                                                        | 2                                                                      |                                                                        |
| 14-10-2019                                                             | Kiev                                                                   | Ucraina                                                                | 2 – 1                                                                  | Portogallo                                                             | Qual. Euro 2020                                                        | -                                                                      |                                                                        |
| 17-11-2019                                                             | Belgrado                                                               | Serbia                                                                 | 2 – 2                                                                  | Ucraina                                                                | Qual. Euro 2020                                                        | -                                                                      | 88’                                                                    |
| 3-9-2020                                                               | Leopoli                                                                | Ucraina                                                                | 2 – 1                                                                  | Svizzera                                                               | UEFA Nations League 2020-2021 - 1º turno                               | -                                                                      |                                                                        |
| 6-9-2020                                                               | Madrid                                                                 | Spagna                                                                 | 4 – 0                                                                  | Ucraina                                                                | UEFA Nations League 2020-2021 - 1º turno                               | -                                                                      | 77’                                                                    |
| 7-10-2020                                                              | Saint-Denis                                                            | Francia                                                                | 7 – 1                                                                  | Ucraina                                                                | Amichevole                                                             | -                                                                      | 43’ 46’                                                                |
| 10-10-2020                                                             | Kiev                                                                   | Ucraina                                                                | 1 – 2                                                                  | Germania                                                               | UEFA Nations League 2020-2021 - 1º turno                               | 1                                                                      | 41’                                                                    |
| 14-11-2020                                                             | Lipsia                                                                 | Germania                                                               | 3 – 1                                                                  | Ucraina                                                                | UEFA Nations League 2020-2021 - 1º turno                               | -                                                                      | 44’                                                                    |
| 24-3-2021                                                              | Saint-Denis                                                            | Francia                                                                | 1 – 1                                                                  | Ucraina                                                                | Qual. Mondiali 2022                                                    | -                                                                      |                                                                        |
| 28-3-2021                                                              | Kiev                                                                   | Ucraina                                                                | 1 – 1                                                                  | Finlandia                                                              | Qual. Mondiali 2022                                                    | -                                                                      |                                                                        |
| 31-3-2021                                                              | Kiev                                                                   | Ucraina                                                                | 1 – 1                                                                  | Kazakistan                                                             | Qual. Mondiali 2022                                                    | -                                                                      |                                                                        |
| 3-6-2021                                                               | Dnipro                                                                 | Ucraina                                                                | 1 – 0                                                                  | Irlanda del Nord                                                       | Amichevole                                                             | -                                                                      |                                                                        |
| 7-6-2021                                                               | Charkiv                                                                | Ucraina                                                                | 4 – 0                                                                  | Cipro                                                                  | Amichevole                                                             | -                                                                      | 67’                                                                    |
| 13-6-2021                                                              | Amsterdam                                                              | Paesi Bassi                                                            | 3 – 2                                                                  | Ucraina                                                                | Euro 2020 - 1º turno                                                   | -                                                                      |                                                                        |
| 17-6-2021                                                              | Bucarest                                                               | Ucraina                                                                | 2 – 1                                                                  | Macedonia del Nord                                                     | Euro 2020 - 1º turno                                                   | -                                                                      | 90+2’                                                                  |
| 21-6-2021                                                              | Bucarest                                                               | Ucraina                                                                | 0 – 1                                                                  | Austria                                                                | Euro 2020 - 1º turno                                                   | -                                                                      | 46’                                                                    |
| 29-6-2021                                                              | Glasgow                                                                | Svezia                                                                 | 1 – 2 dts                                                              | Ucraina                                                                | Euro 2020 - Ottavi di finale                                           | -                                                                      | 61’                                                                    |
| 1-9-2021                                                               | Nur-Sultan                                                             | Kazakistan                                                             | 2 – 2                                                                  | Ucraina                                                                | Qual. Mondiali 2022                                                    | -                                                                      | 58’                                                                    |
| 4-9-2021                                                               | Kiev                                                                   | Ucraina                                                                | 1 – 1                                                                  | Francia                                                                | Qual. Mondiali 2022                                                    | -                                                                      | 82’ 90’                                                                |
| 11-11-2021                                                             | Odessa                                                                 | Ucraina                                                                | 1 – 1                                                                  | Bulgaria                                                               | Amichevole                                                             | -                                                                      | 78’                                                                    |
| 16-11-2021                                                             | Zenica                                                                 | Bosnia ed Erzegovina                                                   | 0 – 2                                                                  | Ucraina                                                                | Qual. Mondiali 2022                                                    | -                                                                      | 81’                                                                    |
| 1-6-2022                                                               | Glasgow                                                                | Scozia                                                                 | 1 – 3                                                                  | Ucraina                                                                | Qual. Mondiali 2022                                                    | -                                                                      | 9’ 72’                                                                 |
| 5-6-2022                                                               | Cardiff                                                                | Galles                                                                 | 1 – 0                                                                  | Ucraina                                                                | Qual. Mondiali 2022                                                    | -                                                                      | 70’                                                                    |
| 11-6-2022                                                              | Łódź                                                                   | Ucraina                                                                | 3 – 0                                                                  | Armenia                                                                | UEFA Nations League 2022-2023 - 1º turno                               | 1                                                                      |                                                                        |
| 14-6-2022                                                              | Łódź                                                                   | Ucraina                                                                | 1 – 1                                                                  | Irlanda                                                                | UEFA Nations League 2022-2023 - 1º turno                               | -                                                                      | 28’                                                                    |
| 21-9-2022                                                              | Glasgow                                                                | Scozia                                                                 | 3 – 0                                                                  | Ucraina                                                                | UEFA Nations League 2022-2023 - 1º turno                               | -                                                                      | 90+2’                                                                  |
| 27-9-2022                                                              | Cracovia                                                               | Ucraina                                                                | 0 – 0                                                                  | Scozia                                                                 | UEFA Nations League 2022-2023 - 1º turno                               | -                                                                      | 87’ 90+3’                                                              |
| 26-3-2023                                                              | Londra                                                                 | Inghilterra                                                            | 2 – 0                                                                  | Ucraina                                                                | Qual. Euro 2024                                                        | -                                                                      | 69’                                                                    |
| 12-6-2023                                                              | Brema                                                                  | Germania                                                               | 3 – 3                                                                  | Ucraina                                                                | Amichevole                                                             | -                                                                      | 65’ 90’                                                                |
| 16-6-2023                                                              | Skopje                                                                 | Macedonia del Nord                                                     | 2 – 3                                                                  | Ucraina                                                                | Qual. Euro 2024                                                        | -                                                                      | 66’                                                                    |
| 19-6-2023                                                              | Trnava                                                                 | Ucraina                                                                | 1 – 0                                                                  | Malta                                                                  | Qual. Euro 2024                                                        | -                                                                      | 56’ 63’                                                                |
| 14-10-2023                                                             | Praga                                                                  | Ucraina                                                                | 2 – 0                                                                  | Macedonia del Nord                                                     | Qual. Euro 2024                                                        | -                                                                      | 68’ 69’                                                                |
| 20-11-2023                                                             | Leverkusen                                                             | Ucraina                                                                | 0 – 0                                                                  | Italia                                                                 | Qual. Euro 2024                                                        | -                                                                      | 90+1’                                                                  |
| 21-3-2024                                                              | Zenica                                                                 | Bosnia ed Erzegovina                                                   | 1 – 2                                                                  | Ucraina                                                                | Qual. Euro 2024                                                        | -                                                                      | 76’                                                                    |
| 26-3-2024                                                              | Breslavia                                                              | Ucraina                                                                | 2 – 1                                                                  | Islanda                                                                | Qual. Euro 2024                                                        | -                                                                      | 42’ 64’                                                                |
| 7-6-2024                                                               | Varsavia                                                               | Polonia                                                                | 3 – 1                                                                  | Ucraina                                                                | Amichevole                                                             | -                                                                      | 56’ 70’                                                                |
| 11-6-2024                                                              | Chișinău                                                               | Moldavia                                                               | 0 – 4                                                                  | Ucraina                                                                | Amichevole                                                             | -                                                                      | 78’                                                                    |
| 17-6-2024                                                              | Monaco di Baviera                                                      | Romania                                                                | 3 – 0                                                                  | Ucraina                                                                | Euro 2024 - 1º turno                                                   | -                                                                      | 83’                                                                    |
| 21-6-2024                                                              | Düsseldorf                                                             | Slovacchia                                                             | 1 – 2                                                                  | Ucraina                                                                | Euro 2024 - 1º turno                                                   | -                                                                      | 85’                                                                    |
| 26-6-2024                                                              | Stoccarda                                                              | Ucraina                                                                | 0 – 0                                                                  | Belgio                                                                 | Euro 2024 - 1º turno                                                   | -                                                                      | 70’                                                                    |
| 7-9-2024                                                               | Praga                                                                  | Ucraina                                                                | 1 – 2                                                                  | Albania                                                                | UEFA Nations League 2024-2025 - 1º turno                               | -                                                                      | 81’                                                                    |
| 10-9-2024                                                              | Praga                                                                  | Rep. Ceca                                                              | 3 – 2                                                                  | Ucraina                                                                | UEFA Nations League 2024-2025 - 1º turno                               | -                                                                      | 79’                                                                    |
| Totale                                                                 |                                                                        | Presenze                                                               | 66                                                                     |                                                                        | Reti                                                                   | 7                                                                      |                                                                        |

## Palmarès

### Club

#### Competizioni nazionali
- Perša Liha: 1

Sevastopol': 2012-2013
- Campionato belga: 1

Genk: 2018-2019

### Individuale
- Serie A Player of the Month: 2

2020-2021 - Maggio
2021-2022 - Febbraio
- Serie A Goal of the Month: 1

2021-2022 - Febbraio